# Werner-von-Siemens-Ring

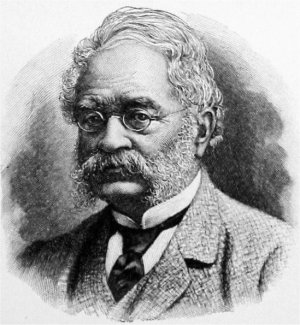
Namensgeber Werner von Siemens – deutscher Elektroingenieur, Erfinder und Industrieller

Der Werner-von-Siemens-Ring gilt als eine der höchsten deutschen naturwissenschaftlich-technischen Auszeichnungen und wird seit 1916 von der Stiftung Werner-von-Siemens-Ring verliehen.
Ausgezeichnet werden lebende Personen ohne Ansehen des Amtes, der Stellung oder des Ranges, wenn sie durch ihre Leistung die technischen Wissenschaften gefördert oder als Vertreter der Wissenschaft durch ihre Forschung der Technik neue Wege erschlossen haben.
Über die Verleihung des Werner-von-Siemens-Rings entscheidet der Stiftungsrat der Stiftung Werner-von-Siemens-Ring.
Er wurde bisher erst dreimal an eine Frau verliehen: 1993 an Eveline Gottzein, 2022 an Katalin Karikó und Özlem Türeci.
Die festliche Übergabe des Werner-von-Siemens-Rings findet jeweils am 13. Dezember, dem Geburtstag von Werner von Siemens, statt.
Der Werner-von-Siemens-Ring ist mit Smaragden und Rubinen besetzt, die Lorbeerblätter und -früchte darstellen, und wird in einer künstlerisch gestalteten Kassette aufbewahrt, die außen das Bildnis von Werner von Siemens trägt und eine Widmung des Preisträgers enthält.

## Stiftung Werner-von-Siemens-Ring
Die Stiftung Werner-von-Siemens-Ring wurde am 13. Dezember 1916 anlässlich des 100. Geburtstags von Werner von Siemens unter der Bezeichnung Siemens-Ring-Stiftung gegründet. Sie ist eine rechtsfähige Stiftung des bürgerlichen Rechts und hat ihren Sitz in Berlin.
1964 wurde die Stiftung von Siemens-Ring-Stiftung in Stiftung Werner-von-Siemens-Ring umbenannt. Der Siemens-Ring heißt seitdem Werner-von-Siemens-Ring.
Die Geschäftsführung und personelle Betreuung der Stiftung wurde bis Mitte 2016 durch den Deutschen Verband Technisch-Wissenschaftlicher Vereine (DVT) wahrgenommen.

### Stiftungszweck
Stiftungszweck ist die Förderung der Naturwissenschaft und Technik (technische Wissenschaften) durch die Pflege des Andenkens an bedeutende Leistungen auf diesen Gebieten, insbesondere auch durch Belehrung und Ansporn des Nachwuchses in Technik und Wissenschaft.

### Stiftungsrat
Die Stiftung Werner-von-Siemens-Ring hat einen Stiftungsrat, der sich zusammensetzt aus:
- den lebenden Inhabern des „Werner-von-Siemens-Ringes“
- dem Präsidenten der Physikalisch-Technischen Bundesanstalt,
- dem Vorsitzenden des Deutschen Verbandes Technisch-Wissenschaftlicher Vereine,
- je einem nominierten Vertreter der nachstehenden technisch-wissenschaftlichen Vereine:
  - Deutsches Museum von Meisterwerken der Naturwissenschaft und Technik,
  - Verein Deutscher Ingenieure,
  - Schiffbautechnische Gesellschaft,
  - VDE Verband der Elektrotechnik Elektronik Informationstechnik,
  - Deutscher Verein des Gas- und Wasserfaches,
  - Gesellschaft Deutscher Chemiker,
  - Verein Deutscher Eisenhüttenleute,
  - Deutscher Architekten- und Ingenieur-Verband,
  - Deutsche Physikalische Gesellschaft,
  - Deutsche Gesellschaft für Luft- und Raumfahrt,
  - Gesellschaft für Informatik,
- dem Präsidenten der Max-Planck-Gesellschaft zur Förderung der Wissenschaften,
- dem Präsidenten der Deutschen Forschungsgemeinschaft,
- dem Präsidenten der Fraunhofer-Gesellschaft zur Förderung der angewandten Forschung,
- dem Präsidenten der Helmholtz-Gemeinschaft Deutscher Forschungszentren,
- dem Vorsitzenden des Stifterverbandes für die Deutsche Wissenschaft,
- dem Präsidenten des Bundesverbandes der Deutschen Industrie,
- zwei vom Stiftungsrat für jeweils fünf Jahre zu wählenden Professoren der Naturwissenschaften oder der Ingenieurwissenschaften, von denen einer der Technischen Universität Berlin angehört,
- einem Mitglied der Familie von Siemens und
- einem vom Stiftungsrat für jeweils fünf Jahre zu wählenden Schatzmeister.

### Vorstand
Geschäftsführender Vorsitzender des Stiftungsrats ist satzungsgemäß die Präsidentin der Physikalisch-Technischen Bundesanstalt, Cornelia Denz.
Gewählter stellvertretender Vorsitzender ist gegenwärtig Oliver Günther.

### Geschäftsführung
Geschäftsführer der Stiftung Werner-von-Siemens-Ring ist Jan-Henrik Fischer-Wolfarth.

## Förderung von Forschungstalenten
Die Stiftung Werner-von-Siemens-Ring zeichnet seit 1977 begabte junge Naturwissenschaftler und Ingenieure aus und unterstützt sie bei der Entwicklung und Umsetzung eigener thematischer Veranstaltungen zur Förderung der technischen Wissenschaften.
Die Stiftung Werner-von-Siemens-Ring veröffentlicht die Forschungsbeiträge der Jungwissenschaftlerinnen und Jungwissenschaftler. Die Beiträge befassen sich mit aktuellen Forschungsarbeiten in unterschiedlichsten technisch-wissenschaftlichen Disziplinen. Die Stiftung fördert seit 1977 aufstrebende, begabte Jungwissenschaftler aus Wissenschaft und Wirtschaft.
Die Stiftung schafft diesen jungen Menschen Raum für eine konstruktive Auseinandersetzung mit unserem Forschungssystem in einem seit 1977 stetig wachsenden Netzwerk.

## Ringträger
- 1916 Carl von Linde
- 1920 Carl Auer von Welsbach
- 1924 Carl Bosch
- 1927 Oskar von Miller
- 1930 Hugo Junkers
- 1933 Wolfgang Gaede
- 1937 Fritz Todt
- 1941 Walther Bauersfeld
- 1952 Hermann Röchling
- 1956 Jonathan Zenneck
- 1960 Otto Bayer, Walter Reppe, Karl Ziegler
- 1964 Fritz Leonhardt, Walter Schottky, Konrad Zuse
- 1968 Karl Küpfmüller, Joachim Siegfried Meurer
- 1972 Ludwig Bölkow, Karl Winnacker
- 1975 Wernher von Braun, Walter Bruch
- 1978 Rudolf Hell
- 1981 Hans Scherenberg
- 1984 Fritz Peter Schäfer
- 1987 Rudolf Schulten
- 1990 Artur Fischer
- 1993 Eveline Gottzein
- 1996 Carl Adam Petri
- 1999 Dieter Oesterhelt
- 2002 Jörg Schlaich
- 2005 Berthold Leibinger
- 2008 Bernard Meyer
- 2011 Hermann Scholl, Manfred Fuchs
- 2015 Martin Herrenknecht
- 2017 Joachim Milberg, Hasso Plattner
- 2020 Jens Frahm
- 2022 Uğur Şahin, Özlem Türeci, Christoph Huber, Katalin Karikó, Stefan Hell
- 2024 Peter Kürz, Michael Kösters